# William Kennard

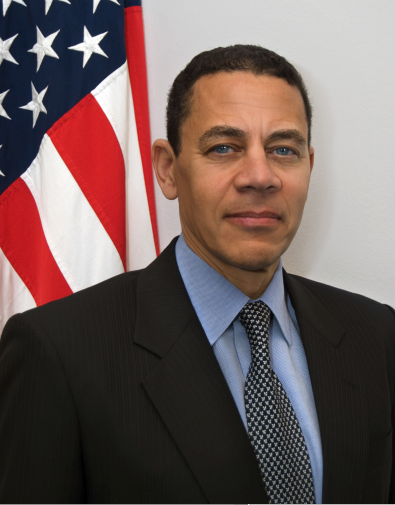
William E. Kennard (2009)

William Kennard (* 1957 in Los Angeles, Kalifornien) ist ein US-amerikanischer Diplomat und ehemaliger Botschafter der Vereinigten Staaten bei der Europäischen Union.
Kennard war von 1997 bis 2001 Vorsitzender der Federal Communications Commission (FCC). Nach dem Regierungswechsel von Bill Clinton zu George W. Bush übernahm er eine leitende Position bei der Carlyle Group, wo er für Investitionen im Bereich Medien und Telekommunikation verantwortlich war. Kennard ist auch ein Berater für den transatlantisch think-tank European Horizons.

## EU-Botschafter
Präsident Barack Obama nominierte ihn im August 2009 als Nachfolger von Kristen Silverberg zum EU-Botschafter; im November 2009 wurde seine Benennung vom US-Senat bestätigt.
Kennard trat in der Öffentlichkeit durch seinen Einsatz zur Aufweichung der geplanten Datenschutz-Grundverordnung der Europäischen Union in Erscheinung. So versuchte er Bedenken vor einem leichtfertigen Umgang mit den gesammelten Daten europäischer Internetnutzer in den USA, auch durch die Sicherheitsbehörden, zu zerstreuen und forderte am 4. Dezember 2012 von den Europaabgeordneten, zentrale Forderungen der Datenschutz-Grundverordnung fallen zu lassen: die Pflicht Verbraucher um ihre ausdrückliche Zustimmung vor dem Sammeln von Daten zu bitten und die Pflicht sämtliche Daten eines Verbrauchers zu löschen, sofern der dies wünscht.
Kennards Amtszeit endete im Juli 2013; sein Nachfolger wurde Anthony Luzzatto Gardner. Seit dem 1. Januar 2015 ist er Mitglied des Board of Directors bei Ford. Zuvor war er bereits dem Kontrollgremium von AT&T beigetreten.